# Усть-Качка (курорт)
У́сть-Ка́чка — бальнеологический курорт на территории одноимённого села в Пермском районе Пермского края в 54 км от Перми. Корпуса расположены вдоль берега Камы.

## История
Официальной датой появления курорта считается 1936 год.
В годы Великой Отечественной войны курорт продолжал работать в качестве филиала Краснокамского эвакогоспиталя, где осуществлялось долечивание раненых на полях сражений бойцов и командиров.
21 июля 1948 года санаторий был передан в ведение Министерства угольной промышленности. Благодаря усилиям директора курорта А. М. Ланды и главного врача Скоробогатовой, к началу сезона 1949 года были открыты клиническая и биохимическая лаборатории, кабинет электрокардиографии и рентгеновский кабинет. В 1951 году началось строительство постоянного санатория. При дальнейшем проведении исследований на территории курорта была получена йодобромная вода, которая стала одним из главных целебных ресурсов «Усть-Качки». В 1958 году начала функционировать бальнеолечебница с сероводородными и бромйодными ваннами, лечебным бассейном, ингаляторием.
В 1959 году было введено в эксплуатацию здание главного корпуса с библиотекой, столовой и курзалом. Здесь же располагались диагностические и лечебные кабинеты врачей, лечебной гимнастики, массажа и др.. В 1960 году «Усть-Качка» стал здравницей профсоюзов, что привело к помощи и инвестициям со стороны многочисленных предприятий и организаций. В 1963 году был построен корпус «Прикамье» на 200 мест. В нём размещалось отделение для лиц, страдающих сердечно-сосудистыми заболеваниями.
В 1964 году силами завода имени Я. М. Свердлова было завершено строительство нового спального корпуса на 200 мест. В 1970 году построили спальный корпус для работников искусств, в 1975 году (на 250 мест) — для работников сельского хозяйства, в 1979 году — корпус «Уральский» на 500 мест.
В 1980-е годы «Усть-Качка» перешла в категорию здравниц республиканского значения. За выдающиеся заслуги в оздоровлении населения коллектив курорта неоднократно награждался переходящими Красными Знамёнами ВСЦСПС. 24 июня 1986 года курорт был награждён орденом «Знак Почёта».
В 1994 году курорт преобразовался в акционерное общество — ЗАО «Курорт Усть-Качка», а уже в 1995 году получил статус федеральной здравницы.
В 1994—1995 годы курорт состоял из четырёх санаториев: «Кама» (на 500 мест), «Уральский» (на 500 мест), «Русь» (на 700 мест), «Прикамье» (на 750 мест). Действовала бальнеолечебница на 70 ванн, курортная поликлиника была рассчитана на 2500 посещений. В санатории «Прикамье» было организовано лечение по путёвкам «Мать-дитя».
В 2007 году произошёл рейдерский захват, здания администрации были захвачены вооружёнными людьми. В этом же году ЗАО «Курорт Усть-Качка» вошёл в состав сети «AMAKS Hotels & Resorts» и стал осуществлять свою деятельность под её торговой маркой.

## Лечебные средства и оздоровительные программы
Гидроминеральная база представлена тремя видами лечебных минеральных вод: бромйодной, сероводородной и лечебно-столовой минеральной водой «Усть-Качкинская».
На курорте разработаны и действуют специальные медицинские и диагностические программы: «Здоровье мужчины», «Время худеть», «Здоровая мама — здоровый малыш», «Движение без боли», «Здоровье через воду» (SPA-процедуры), «Познай своё здоровье», а также «Программа выходного дня» и другие.

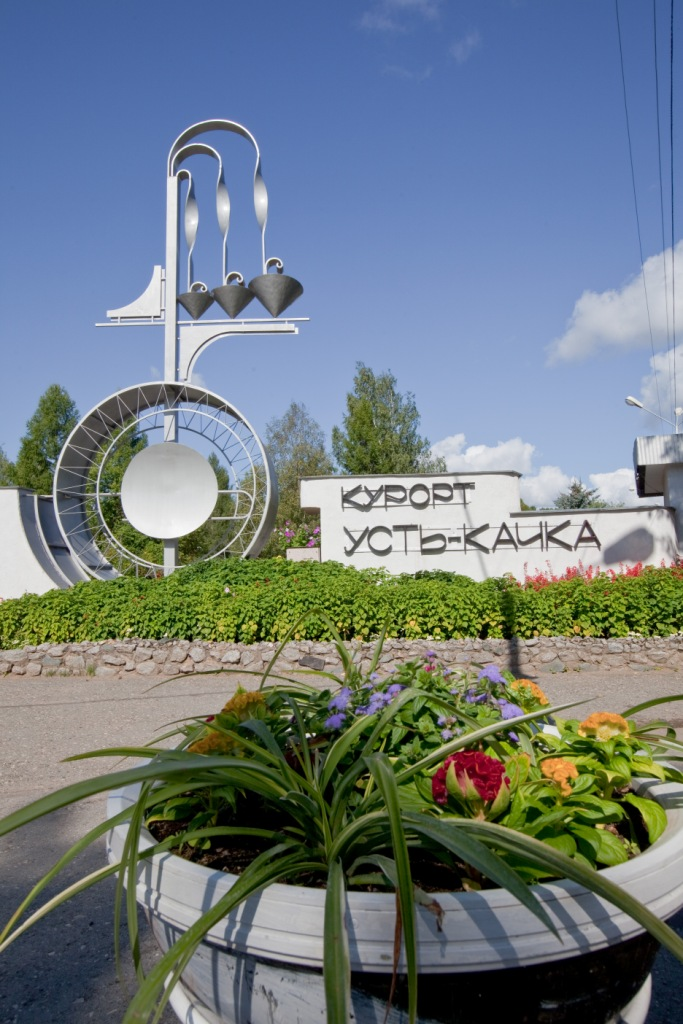
Главный вход
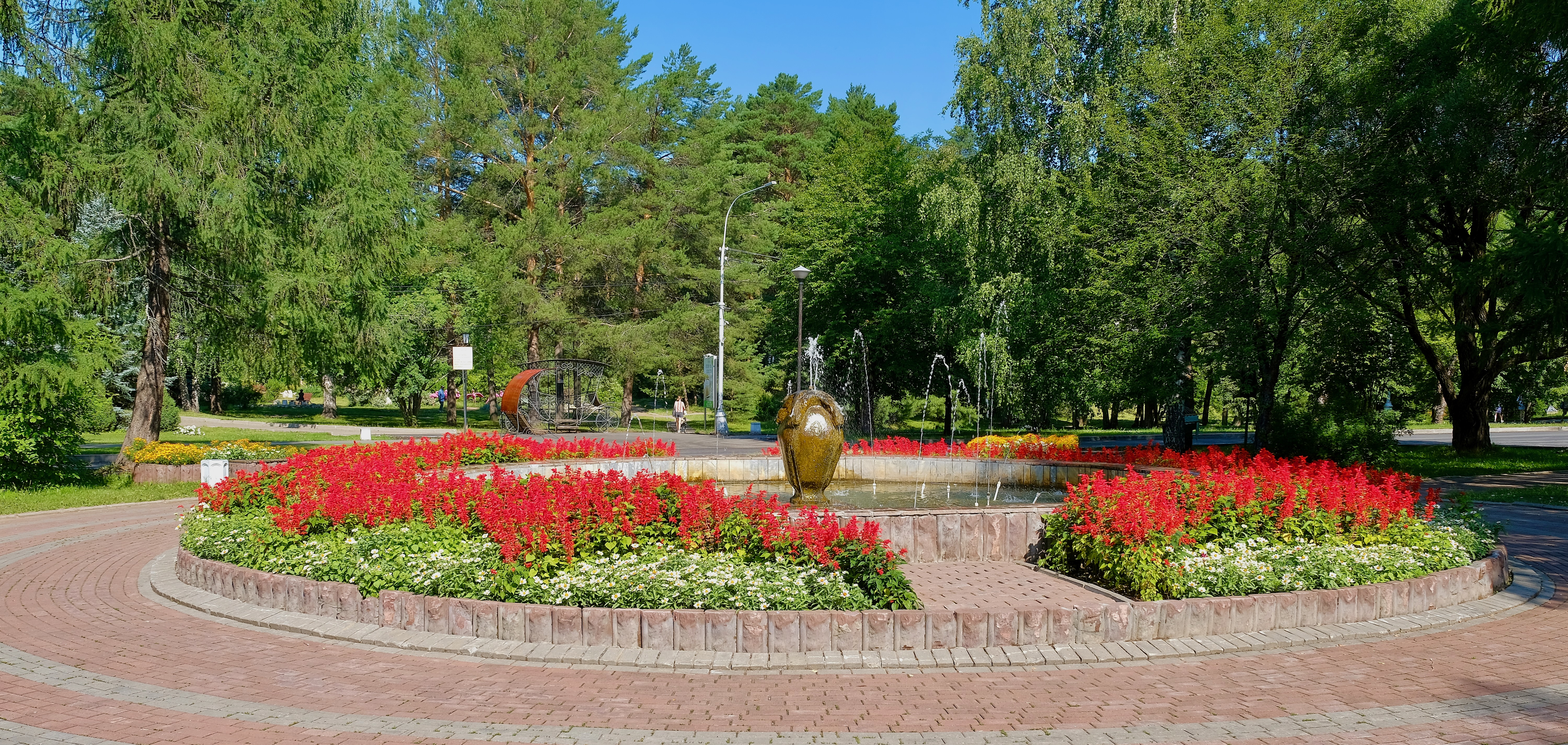
Фонтан у главного входа
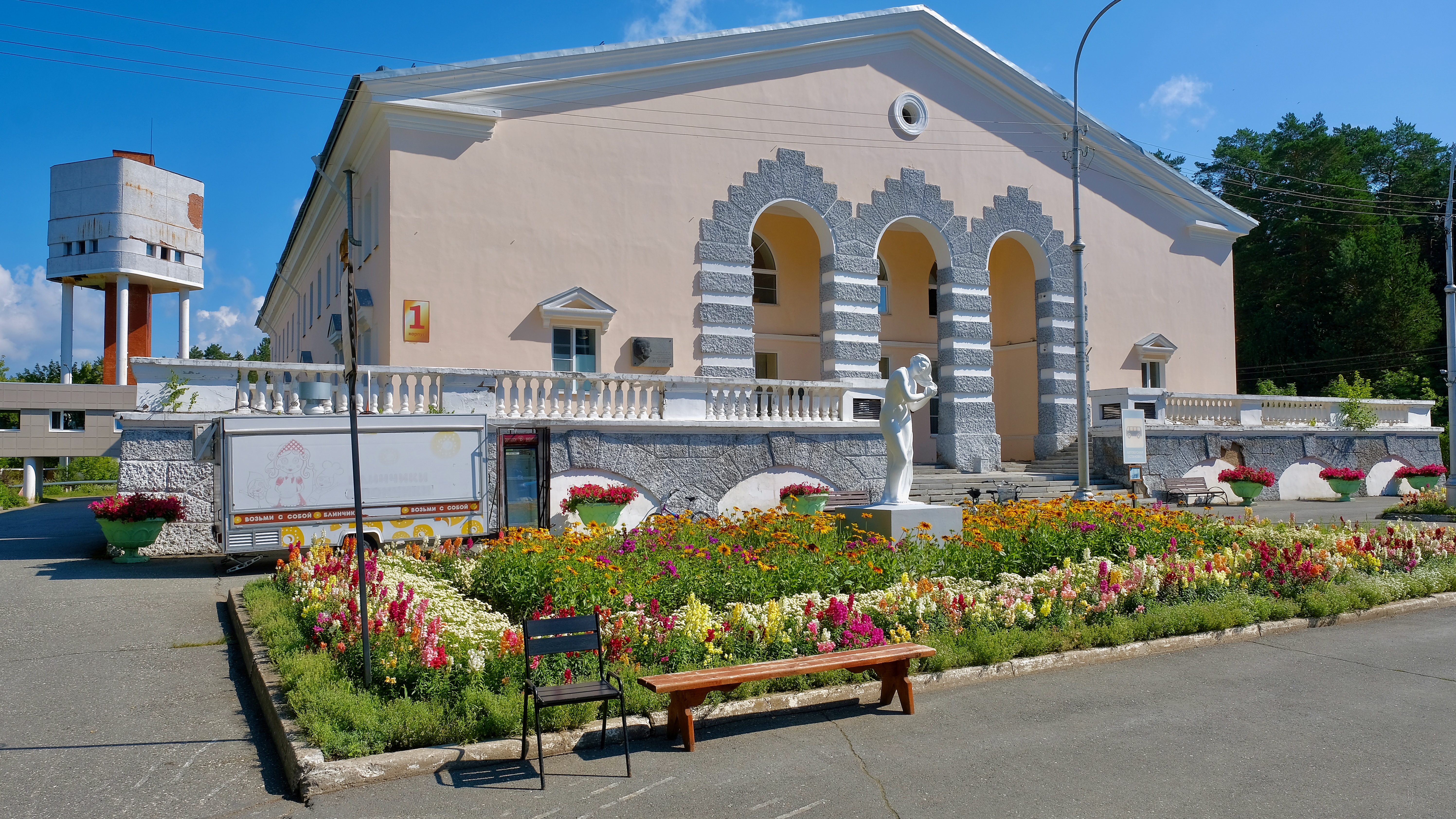
Бальнеолечебница
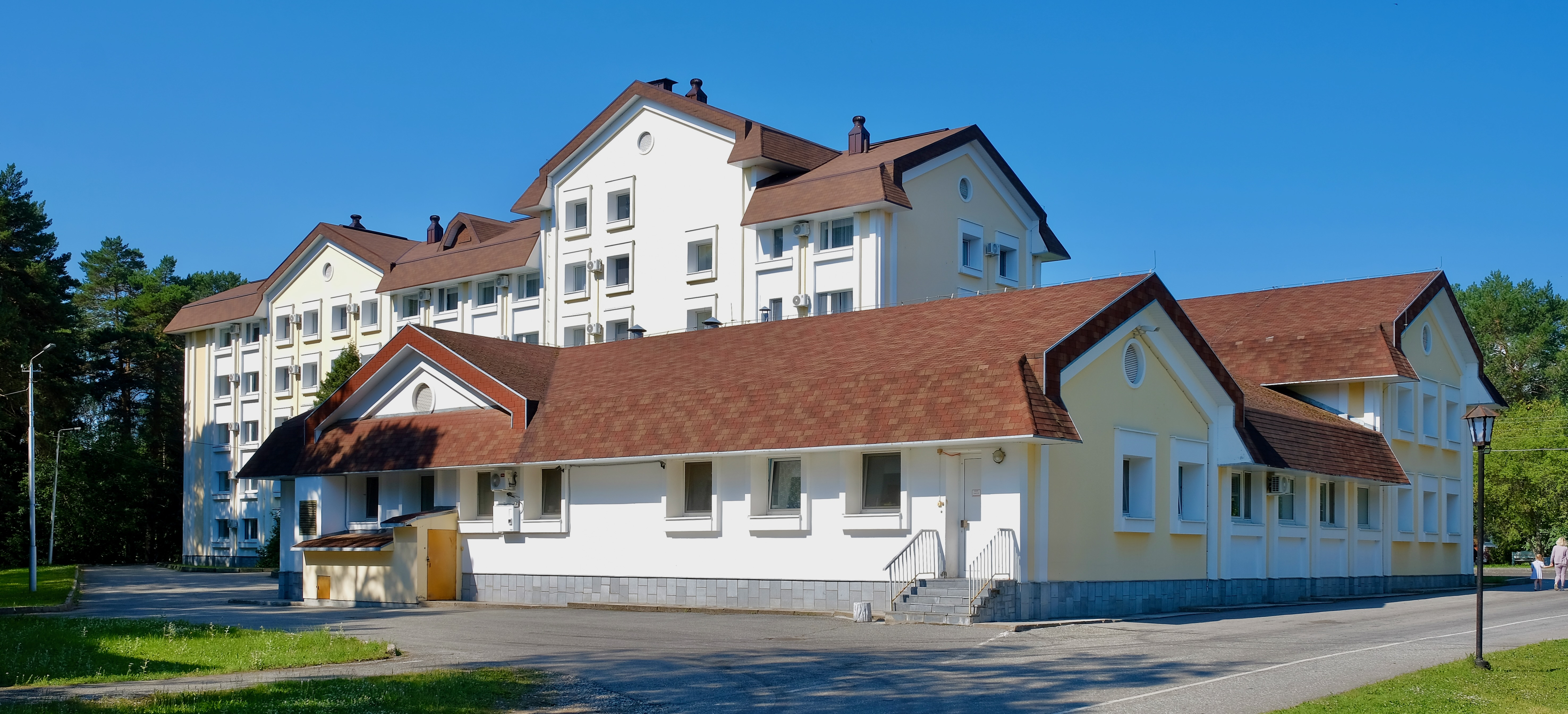
Корпус «Европейский»
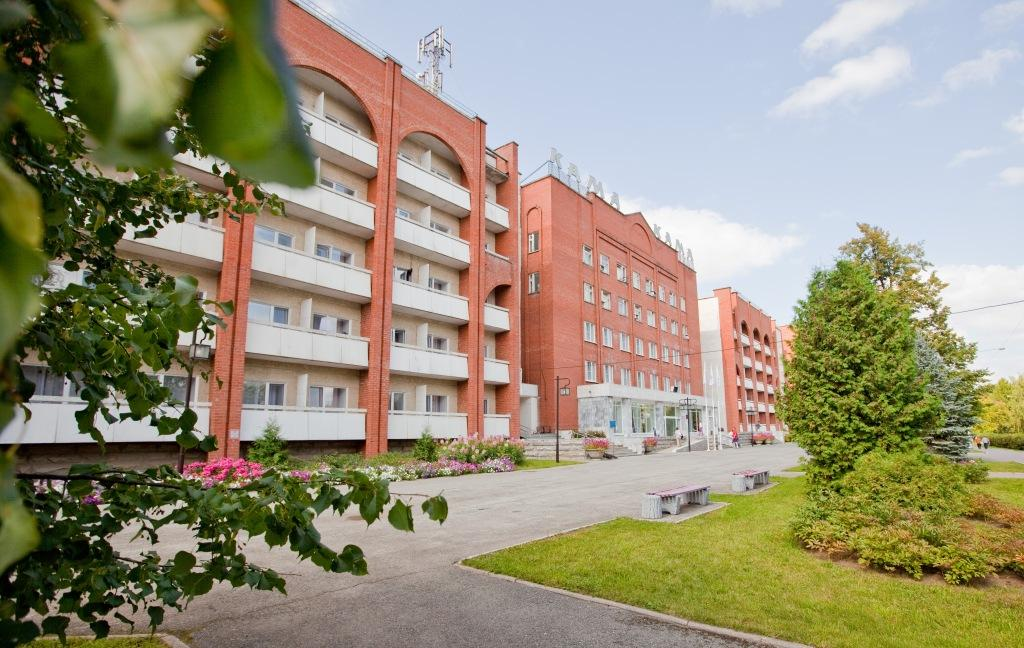
Корпус «Кама»
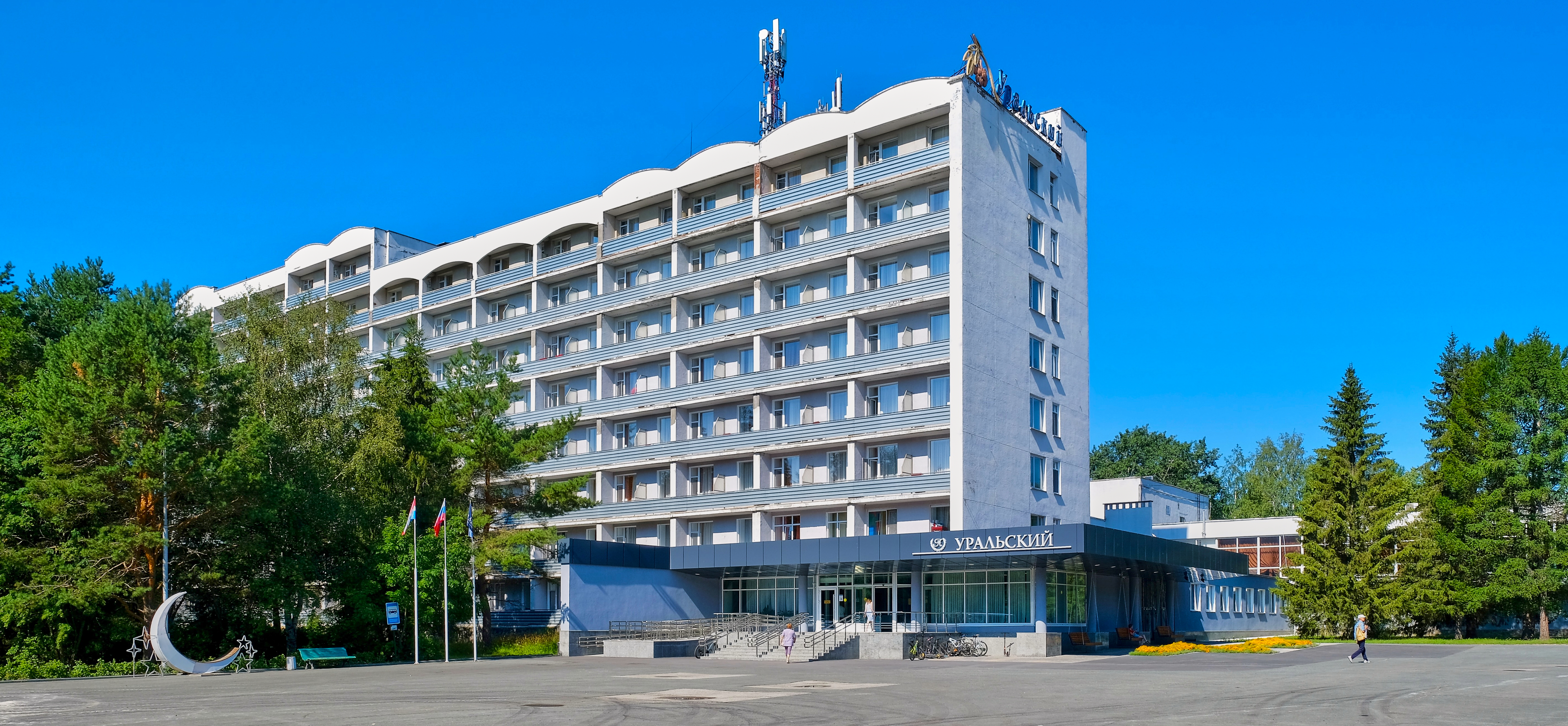
Корпус «Уральский»
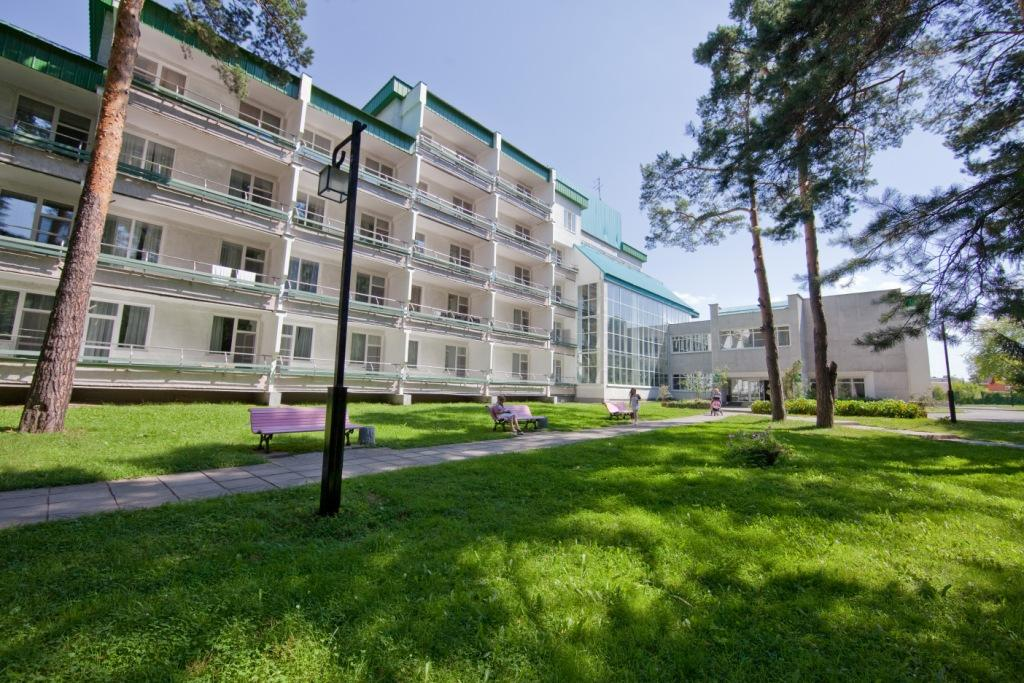
Корпус «Малахит»
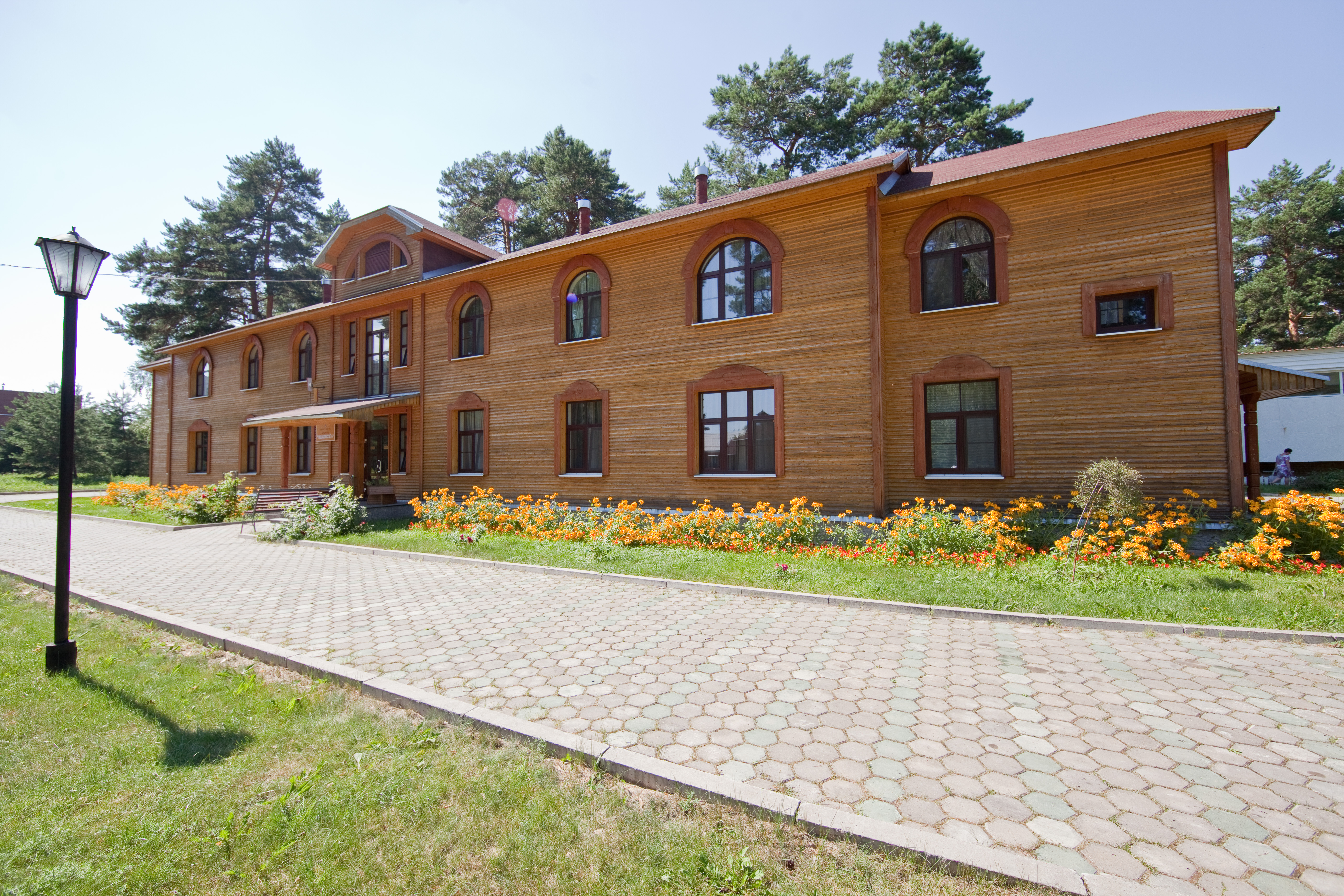
Корпус «Славянский»
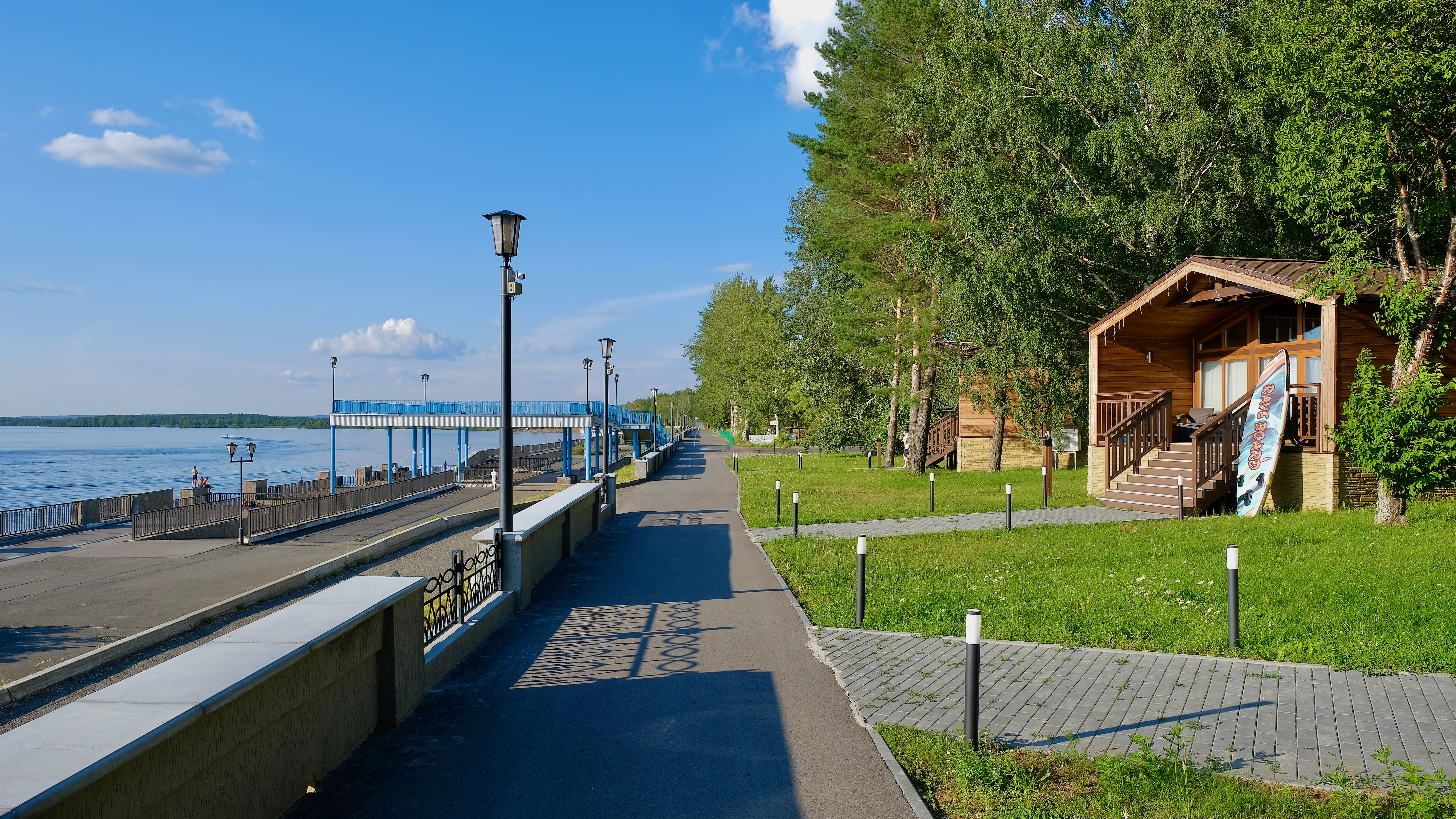
Набережная Камы
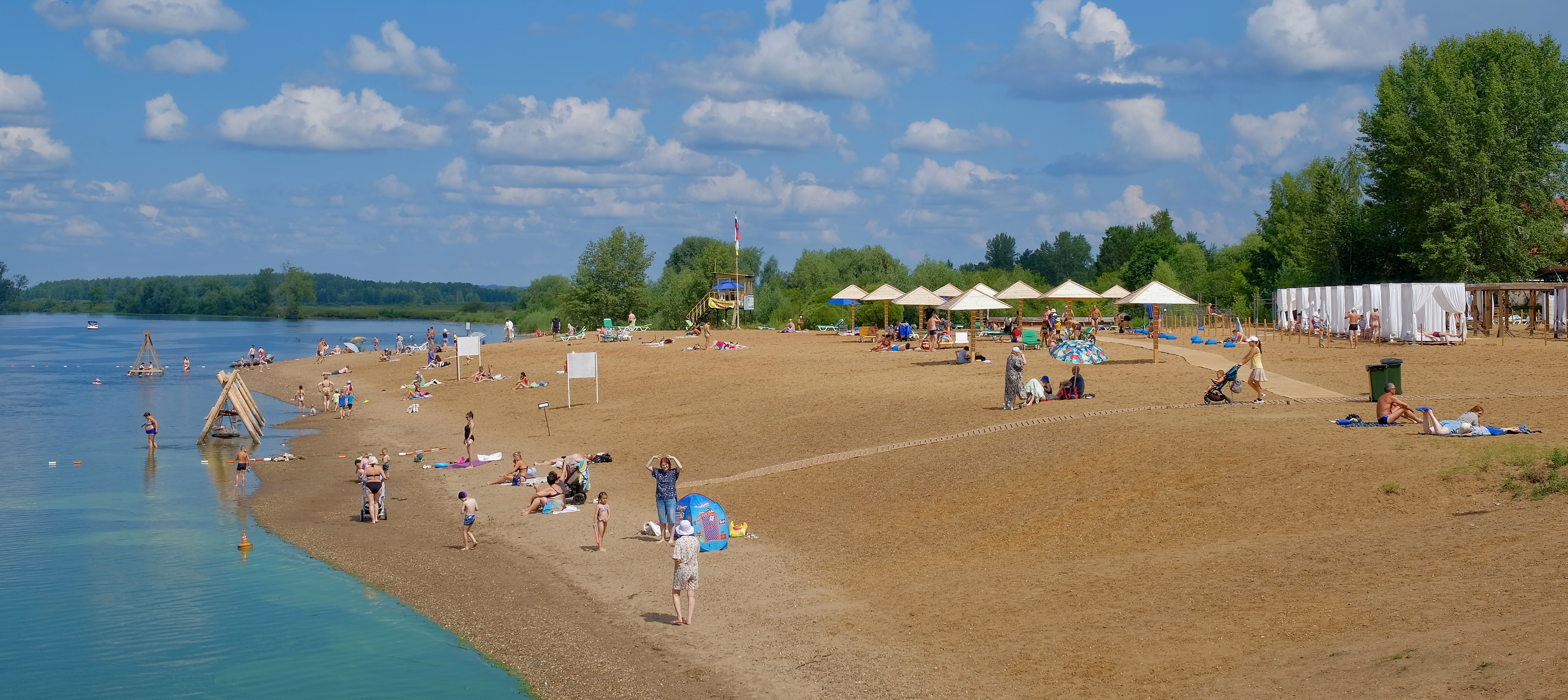
Пляж